# Željko Komšić

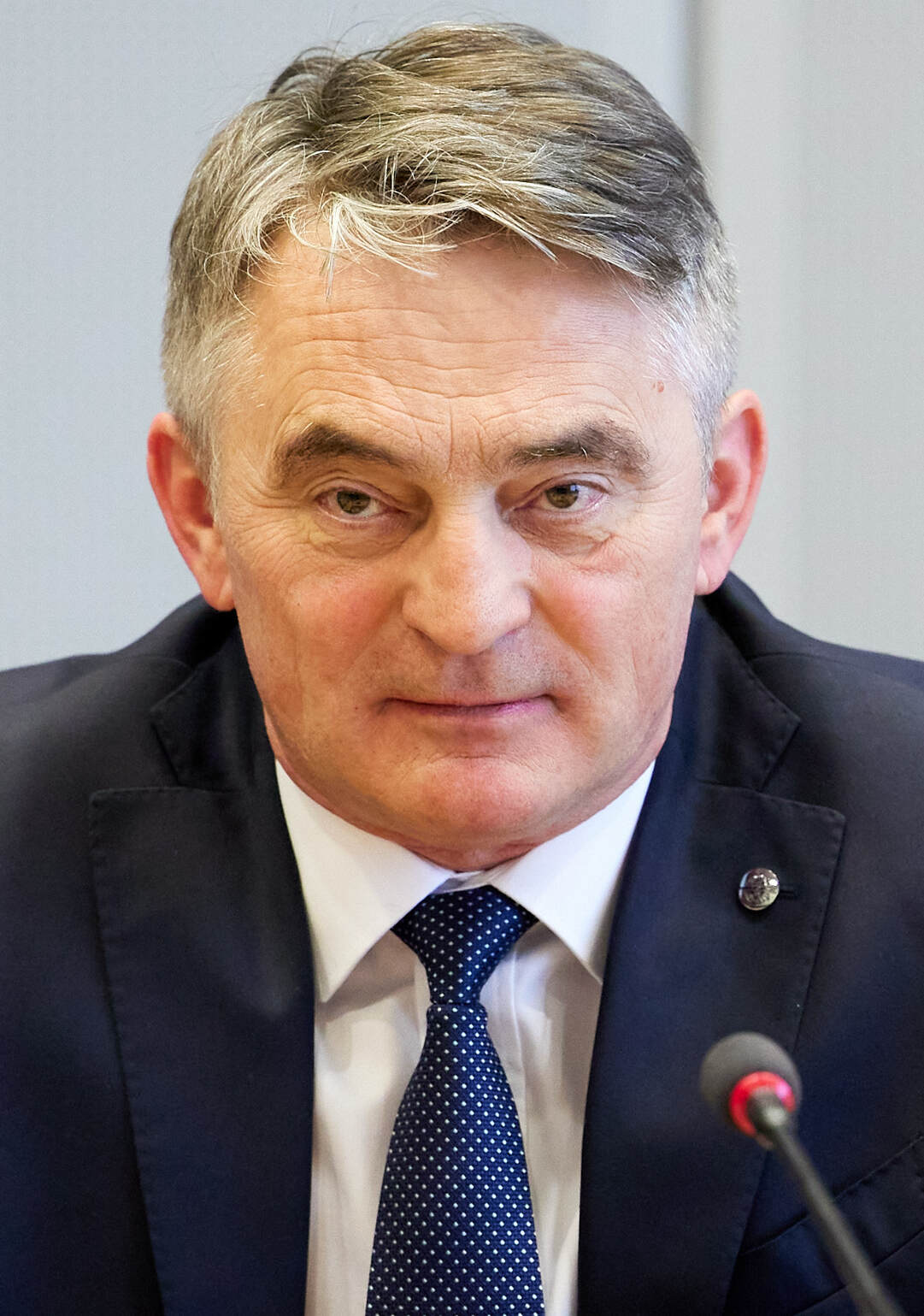
Željko Komšić (2023)

Željko Komšić [ˈʒɛːʎkɔ ˈkɔmʃitɕ] (* 20. Januar 1964 in Sarajevo, SR Bosnien und Herzegowina) ist ein bosnischer Politiker der Demokratska fronta BH.
Er gehört seit den Wahlen in Bosnien und Herzegowina 2022 dem aktuellen Staatspräsidium von Bosnien und Herzegowina an.

## Leben
Komšić wurde 1964 in der damaligen jugoslawischen Stadt Sarajevo als Sohn eines bosnischen Kroaten und einer bosnischen Serbin geboren. Er schloss 1988 an der Universität Sarajevo sein Jurastudium ab. Während des Bosnienkrieges diente Željko Komšić in der bosnischen Armee, der Armija Republike Bosne i Hercegovine. Er erhielt auch den höchsten Orden, den Zlatni ljiljan (Goldene Lilie).
Nach dem Krieg schlug er als Mitglied der Sozialdemokratischen Partei von Bosnien und Herzegowina (SDP) eine politische Laufbahn ein. Er wurde in den Stadtrat der Stadt Sarajevo gewählt und war von 1998 bis 2000 dessen Vorsitzender. Bei den Kommunalwahlen 2000 wurde er zum Mitglied des Gemeinderates und dann zum Bürgermeister der Gemeinde Novo Sarajevo, einer der vier Gemeinden der Stadt Sarajevo, gewählt. Dieses Amt übte er bis 2001 aus, als er nach der Aufnahme diplomatischer Beziehungen zwischen Bosnien-Herzegowina und der Bundesrepublik Jugoslawien zum ersten Botschafter Bosnien-Herzegowinas in Belgrad berufen wurde. Von seinem Botschafterposten trat er im Frühjahr 2003 zurück. 2003 bis 2004 war er stellvertretender Bürgermeister der Stadt Sarajevo. Bei den Kommunalwahlen von 2004 wurde er erneut zum Bürgermeister der Gemeinde Novo Sarajevo gewählt und übte dieses Amt bis zu seiner Wahl ins Staatspräsidium im Oktober 2006 aus.
Bei den Wahlen 2006 gewann Komšić als Kandidat der SDP mit ca. 39,6 % der für diesen Sitz abgegebenen Stimmen den kroatischen Sitz im dreiköpfigen Staatspräsidium. Komšić erhob im Wahlkampf den Anspruch, er wolle nicht nur die Kroaten in Bosnien und Herzegowina, sondern alle Bürger Bosnien-Herzegowinas vertreten. Verschiedene politische Kräfte der bosnisch-herzegowinischen Kroaten, darunter die Kroatische Demokratische Union in Bosnien und Herzegowina, deren Kandidat Ivo Miro Jović bei der Präsidiumswahl gegen Komšić verloren hatte, erklärten, sie betrachteten die Wahl nicht als legitim, da Komšić überwiegend von Bosniaken, nicht aber von der Mehrheit der bosnisch-herzegowinischen Kroaten gewählt worden sei.
In den Präsidiumswahlen vom 10. November 2010 wurde Komšić trotz der vorangegangenen Kontroversen mit 60,6 % der Stimmen in seinem Amt bestätigt. Damit war er das Präsidiumsmitglied mit dem besten Wahlergebnis.
Im Juli 2012 verließ Komšić die SDP. Am 7. April 2013 gründete er mit anderen in Sarajevo eine neue Partei, die Demokratska fronta („Demokratische Front“) und wurde zu deren Präsident gewählt.
Vom 10. Juli 2013 bis zum 10. März 2014 war er erneut amtierender Präsident. Bei der Wahl 2018 und der Wahl 2022 wurde er zum dritten, bzw. vierten Mal in das Staatspräsidium gewählt.
Željko Komšić ist Unterzeichner der 2017 veröffentlichten Deklaration zur gemeinsamen Sprache der Kroaten, Serben, Bosniaken und Montenegriner.

## Bosnienkrieg
Während des Bosnienkrieges diente Komšić in der Armee der Republik Bosnien und Herzegowina und erhielt die Goldene Lilie – die höchste militärische Auszeichnung, die von der bosnischen Regierung verliehen wurde.

## Frühe politische Karriere
Nach dem Krieg begann Komšić eine politische Karriere als Mitglied der Sozialdemokratischen Partei (SDP BiH). Er war Ratsmitglied der Gemeinde Novo Sarajevo und im Stadtrat von Sarajevo, bevor er im Jahr 2000 zum Vorsitzenden der Gemeindeverwaltung von Novo Sarajevo gewählt wurde. Anschließend war er zwei Jahre lang auch stellvertretender Bürgermeister von Sarajevo. Als die Koalition „Allianz für demokratischen Wandel“ 1998 an die Macht kam, wurde Komšić zum Botschafter der inzwischen aufgelösten Bundesrepublik Jugoslawien in Belgrad ernannt. Er trat nach der Wahl im Jahr 2002 aus dieser Kommission zurück, als die SDP wieder in die Opposition ging.